# TravelBird
TravelBird B.V. war ein Handelsunternehmen mit Sitz in Amsterdam, Niederlande. Es betrieb die gleichnamige Online-Buchungsplattform für Städtereisen.
Das Unternehmen wurde am 26. April 2010 von Symen Jansma und Dennis Klompalberts gegründet. Die Strategie beruht darauf, aus der großen Anzahl an Reiseangeboten im Internet eine kleine Auswahl der vermeintlich besten Angebote zu filtern. Angefangen auf dem niederländischen Markt, war TravelBird auch in Deutschland, Belgien, Frankreich, Dänemark, Österreich, Schweiz, Schweden, Großbritannien, Norwegen, Finnland und Luxemburg vertreten. Das Unternehmen hatte seinen Hauptsitz in Amsterdam.
TravelBird wurde am 7. November 2018 für insolvent erklärt. Im Anschluss hat der Mitbewerber Secret Escapes Teile von Travelbird übernommen.

## Geschichte
Aufgrund der vermeintlichen Unübersichtlichkeit und dem Überangebot an Ferienangeboten im Internet beschlossen die beiden Gründer 2010 eine eigene Plattform zu erstellen, welche jeden Tag ein bestimmtes Angebot bereitstellt. 2011 wurden die ersten Mitarbeiter eingestellt und es wurden erst vier und dann sechs Reiseangebote pro Tag offeriert. Durch den Erfolg auf dem niederländischen Markt konnte TravelBird 2011 auch nach Deutschland und Belgien expandieren. Daran angeschlossen wurde 2012 das Angebot erweitert, indem die „CityTrips“ eingeführt wurden. Die belgische Reiseplatform mytrip.nl wurde von dem Unternehmen übernommen. Im Jahr 2013 wurden die Märkte Luxemburg, Frankreich, Dänemark, Österreich und Spanien erschlossen. Zudem wurde die niederländische Reiseplatform BookVandaag als auch die Buchungsseite TravelCoupon.nl übernommen. 2014 investierten zunächst die deutschen Samwer-Brüder mit Rocket Internet über ihre Investitionsgesellschaft "Global Founders Capital" in TravelBird, wodurch ein schnelles Wachstum ermöglicht wurde. Insgesamt haben sie einen Anteil von 25,2 % an dem Unternehmen. So konnten zu Beginn des Jahres 2014 die Märkte der Länder Polen, Italien, Schweden und Großbritannien erschlossen werden. Zudem wurde der 2013 übernommene Reiseanbieter BookVandaag vollständig integriert und im Mai desselben Jahres kamen die Märkte Norwegen, Finnland, Ungarn und Portugal hinzu. Die Gesamtinvestitionen von 32,1 Millionen Euro dienten dem Ausbau der Mobiltechnologie. Der Buchungsumsatz betrug 2014 95 Millionen Euro. 2015 konnte TravelBird 2,5 Mio. Reisende verbuchen.
Aufgrund von zu geringen Umsätzen zog sich das Unternehmen im Herbst des Jahres 2015 aus den Märkten Polen, Italien, Spanien, Ungarn und Portugal zurück. Von den ehemals über 700 Mitarbeitern blieben 2016 ca. 550 übrig. Der niederländische Reiseanbieter Toerkoop beendete im März 2016 die im Juli 2015 gestartete Zusammenarbeit mit Travelbird.
TravelBird stellte am 31. Oktober 2018 den Verkauf von Online-Reiseangeboten ein und hat die Einstellung von Zahlungen beantragt, nachdem es nicht möglich war, neue Finanzierungsmittel zu bekommen. Das Verfahren zur Einstellung von Zahlungen wurde am 7. November 2018 in ein Insolvenzverfahren geleitet. TravelBird wurde somit insolvent erklärt. Im November hat die Secret Escapes Gruppe TravelBird übernommen. TravelBird ist über die Stichting Garantiefonds Reisgelden (SGR) versichert. Kunden, die eine Reise im Rahmen des SGR-Garantiesystems direkt bei TravelBird BV gebucht haben, können nach Prüfung unter bestimmten Bedingungen Schadensersatzansprüche geltend machen.
Am 13. November 2018 wurde bekannt gegeben, dass TravelBird nach der Insolvenz von dem Mitbewerber Secret Escapes übernommen wurde. Beide Unternehmen waren bereits seit Monaten in Übernahmeverhandlungen, aus denen sich Secret Escapes jedoch kurz vor der Insolvenz zurückgezogen hatte. Secret Escapes übernahm die IT-Struktur, Marke, Logos und den Kundenstamm von Travel Bird.

## Produkte
Laufend wechselnde Angebote sollen bei der Urlaubsentscheidung helfen. Unterteilt sind diese in neun Kategorien mit jeweils zehn Unterkategorien. So ist eine Kategorie beispielsweise Städtereisen und die Unterkategorien folglich Amsterdam, Berlin, Kopenhagen etc. Die beliebtesten Kategorien der Deutschen sind Städtereisen, Urlaub in Deutschland (inklusive Freizeitparks, Musical Reisen und Wellnessurlaub) sowie Sonnenziele.
Gebucht werden kann online oder über die telefonische Hotline. Auch eine Chat-Funktion ist auf der TravelBird-Seite eingerichtet. Zudem gibt es für die verschiedenen Länder eigene Blogs, auf denen über persönliche Reiseerlebnisse berichtet wird, als auch über Insidertipps und Ratschläge zum Reisen.

## App
Im Jahr 2014 war die TravelBird App zum ersten Mal zum Download bereit und ist in 12 europäischen Ländern (Schweden, Österreich, Schweiz, Niederlande, Belgien, Finnland, Norwegen, Dänemark, Frankreich, Luxemburg, Großbritannien und Deutschland) für Android-Smartphones und -Tablets, als auch für iPhones und iPads verfügbar.